# Blake Bashoff
Blake Warren Bashoff (Filadelfia, 30 maggio 1981) è un attore statunitense.

## Biografia e carriera
Ha cominciato a recitare all'inizio degli anni novanta, all'età di 10 anni, lavorando in spot commerciali, e successivamente per produzioni cinematografiche e in ambito teatrale. Dopo aver conseguito il diploma di scuola secondaria, non è andato al college ma si è trasferito invece a Hollywood. Ha interpretato il ruolo di Moritz nel celebre musical di Broadway Spring Awakening.
Tra i film e telefilm interpretati da Bashoff ancora ragazzino si annoverano Un furfante tra i boyscout (1995), a cui hanno preso parte altri giovanissimi attori quali Corey Carrier e Michael Galeota, Il grande bullo (1996), con Gregory Smith e Cody McMains (1996), Avventura nell'Oceano (1998), oltre che in serie televisive quali Giudice Amy e Lost.

## Vita privata
Mire, ormai quasi ritirato dal mondo della recitazione, risiede attualmente in una fattoria insieme a suo marito.

## Riconoscimenti
Ancora ragazzino Bashoff ha conseguito un'importante vittoria nel 1997 per la categoria Young Artist Award, relativamente al film Il grande bullo.

## Filmografia

### Cinema
- Un furfante tra i boyscout (Bushwhacked), regia di Greg Beeman (1995)
- Il grande bullo (Big Bully), regia di Steve Miner (1996)
- Avventura nell'Oceano (The New Swiss Family Robinson) (1998)
- You're Invited to Mary-Kate & Ashley's School Dance (2000)
- Deuces Wild - I guerrieri di New York (Deuces Wild) (2002)
- Minority Report (2002)
- Together Again for the First Time (2008)
- Finding Neighbors, regia di Ron Judkins (2013)

### Televisione
- Law & Order - I due volti della giustizia (Law & Order) - serie TV, 1 episodio (1994)
- New York Undercover - serie TV, 1 episodio (1994)
- Chicken Soup for the Soul - serie TV, 1 episodio (2000)
- Pensacola: squadra speciale Top Gun (Pensacola: Wings of Gold) - serie TV, 1 episodio (2000)
- The Newman Shower - cortometraggio (2001)
- Dead Last (Teen Spirit) - serie TV, 1 episodio (2001)
- Giudice Amy (Judging Amy) - serie TV, 11 episodi (2001-2003)
- Senza traccia (Without a Trace) - serie TV, 1 episodio (2002)
- No Place Like Home - film TV (2003)
- Miracles - serie TV, 1 episodio (2003)
- The Lyon's Den - serie TV, 1 episodio (2003)
- Boston Public - serie TV, 1 episodio (2003)
- Streghe (Charmed) - serie TV, 1 episodio (2004)
- One Tree Hill - serie TV, 2 episodi (2004)
- Numb3rs - serie TV, 1 episodio (2005)
- NCIS - Unità anticrimine (NCIS: Naval Criminal Investigative Service) – serie TV, episodio 4x07 (2006)
- Lost - serie TV, 11 episodi (2006-2008)
- Grey's Anatomy - serie TV, episodio 6x16 (2010)
- Mad Men - serie TV, 3 episodi (2010)

## Doppiatrici italiane
Nelle versioni in italiano delle opere in cui ha recitato, Rachel Miner è stata doppiata da:
- Flavio Aquilone in NCIS - Unità anticrimine[2], Mad Men
- Alessio De Filippis in Lost[3]
- Leonardo Graziano in Grey's Anatomy[4]